# Bistum Hưng Hóa
Das Bistum Hưng Hóa (lat.: Dioecesis Hung Hoaensis, vietn.: Giáo phận Hưng Hóa) ist eine in Vietnam gelegene römisch-katholische Diözese mit Sitz in Hưng Hóa.

## Geschichte
Papst Leo XIII. gründete das Apostolische Vikariat Obertonking am 15. April 1895 aus Gebietsabtretungen des Apostolischen Vikariats Westtonking. Am 3. November 1924 nahm es den Namen Apostolisches Vikariat Hưng Hóa an. 
Mit der Apostolischen Konstitution Venerabilium Nostrorum wurde es am 24. November 1960 zum Bistum erhoben. 

## Ordinarien

### Apostolische Vikare von Obertonking
- Paul-Marie Ramond MEP (18. April 1895 – 3. Dezember 1924)

### Apostolische Vikare von Hưng Hóa
- Paul-Marie Ramond MEP (3. Dezember 1924 – 21. Mai 1938, zurückgetreten)
- Gustave-Georges-Arsène Vandaele MEP (21. Mai 1938 – 21. November 1943, gestorben)
- Jean-Maria Mazé MEP (11. Januar 1945 – 24. November 1960, zurückgetreten)
- Pierre Nguyên Huy Quang (5. März 1960 – 24. November 1960)

### Bischöfe von Hưng Hóa
- Pierre Nguyên Huy Quang (24. November 1960 – 14. November 1985, gestorben)
- Joseph Phan Thé Hinh (14. November 1985 – 22. Januar 1989, gestorben)
- Joseph Nguyên Phung Hiêu (3. Dezember 1990 – 9. Mai 1992, gestorben)
- Antoine Vu Huy Chuong, (5. August 2003 – 1. März 2011)
- Jean Marie Vu Tât (1. März 2011 – 29. August 2020)
- Dominic Hoàng Minh Tiến (seit 18. Dezember 2021)